# Eleição municipal de Itaquaquecetuba em 2020
Eleição municipal da cidade brasileira de Itaquaquecetuba em 2020 ocorreu em 15 de novembro de 2020 para eleger o prefeito, vice-prefeito e 19 vereadores para a administração pública do município. O candidato do Progressistas (PP), Eduardo Boigues, foi eleito em primeiro turno, com 62,10% dos votos, derrotando a candidata Adriana do Hospital, do Partido Liberal, que ficou em segundo lugar com 19,14%.

## Contexto político e pandemia
As eleições municipais de 2020 estão sendo marcadas, antes mesmo de iniciada a campanha oficial, pela pandemia de COVID-19 no Brasil, o que está fazendo com que os partidos remodelem suas estratégias de pré-campanha. O Tribunal Superior Eleitoral (TSE) autorizou os partidos a realizarem as convenções para escolha de candidatos aos escrutínios por meio de plataformas digitais de transmissão, para evitar aglomerações que possam proliferar o coronavírus. Alguns partidos recorreram a mídias digitais para lançar suas pré-candidaturas. Além disso, a partir deste pleito, será colocada em prática a Emenda Constitucional 97/2017, que proíbe a celebração de coligações partidárias para as eleições legislativas,o que pode gerar um inchaço de candidatos ao legislativo. Conforme reportagem publicada pelo jornal Brasil de Fato em 11 de fevereiro de 2020, o país poderá ultrapassar a marca de 1 milhão de candidatos a prefeito, vice-prefeito e vereador neste escrutínio.

## Candidatos
| Candidato(a) a prefeito(a) | Candidato(a) a vice-prefeito(a) | Nº | Coligação/Partido |
| -------------------------- | ------------------------------- | -- | --- |
| Adriana do Hospital        | João Seleção                    | 22 | A VEZ DE ITAQUA PSC / PL / PRTB |
| Delegado Eduardo Boigues   | Vando Estouro                   | 11 | CORAGEM E COMPETÊNCIA PARA CUIDAR DA NOSSA GENTE PP / PSDB / MDB / PDT / PODE / REPUBLICANOS / SOLIDARIEDADE / DEM / PTB / PC do B / PSD / PSL / PSB / PV |
| Fabiano                    | Dr Adervaldo                    | 13 | UM NOVO CAMINHO PARA ITAQUÁ PT / PSOL |
| Heroilma Tavares           | Fabio Garcia                    | 70 | DO POVO PARA O POVO DC / AVANTE |
| Moacyr Fernandes           | Pastor Marquinhos               | 51 | PATRIOTA |